# Maków Podhalański
Maków Podhalański is een stad in het Poolse woiwodschap Klein-Polen, gelegen in de powiat Suski. De oppervlakte bedraagt 20,04 km², het inwonertal 5710 (2005).

## Verkeer en vervoer
- Station Maków Podhalański